# تتا۱ شکارچی A
الگو:Starbox catalogue
تتا۱ شکارچی A (انگلیسی: Theta1 Orionis A) یک ستاره سه‌تایی متغیر در صورت فلکی شکارچی است.